# Тепловикористальне обладнання
Тепловикористальне обладнання — комплекс пристроїв, які використовують теплову енергію для опалення, вентиляції, гарячого водопостачання і технологічних потреб.
До тепловикористального обладнання відносяться котли, бойлери, теплообмінники, конвектори, колектори, радіатори, випарники, підігрівачі,  охолоджувачі, конденсатори тощо.